# 基督教民主運動
基督教民主運動（KDH）是斯洛伐克政黨，成立於1990年。目前為歐洲人民黨成員。
2006年斯洛伐克議會選舉，該黨獲得8.3%的選票，拿下14席。
2008年2月21日，四名重要議員因為對黨、領導人與政策的不滿退黨，7月成立新政黨斯洛伐克保守民主黨（Conservative Democrats of Slovakia）。
2010年斯洛伐克議會選舉，該黨得票率為8.52%，增加一席至15席，其後加入联合政府。
2012年斯洛伐克議會選舉，該黨增加一席至16席。

## 外部連結
- （斯洛伐克文） 官方網站 （页面存档备份，存于）